# Testudo kleinmanni
A tartaruga de Kleinmann (Testudo kleinmanni), frequentemente chamada de tartaruga egípcia e ocasionalmente tartaruga de Leith, é uma espécie criticamente ameaçada de extinção de tartaruga da família Testudinidae. A espécie é endêmica do Egito e Líbia. A espécie estava mais uma vez disseminada, mas seus números agora estão diminuindo. A espécie está quase extinta no Egito, e sua completa extinção na natureza é uma ameaça iminente, a menos que mais ações sejam tomadas para protegê-la.

## Etimologia
O nome específico, kleinmanni, é em homenagem a Edouard Kleinmann, um corretor da bolsa francês que coletou o holótipo em 1875.

## Descrição

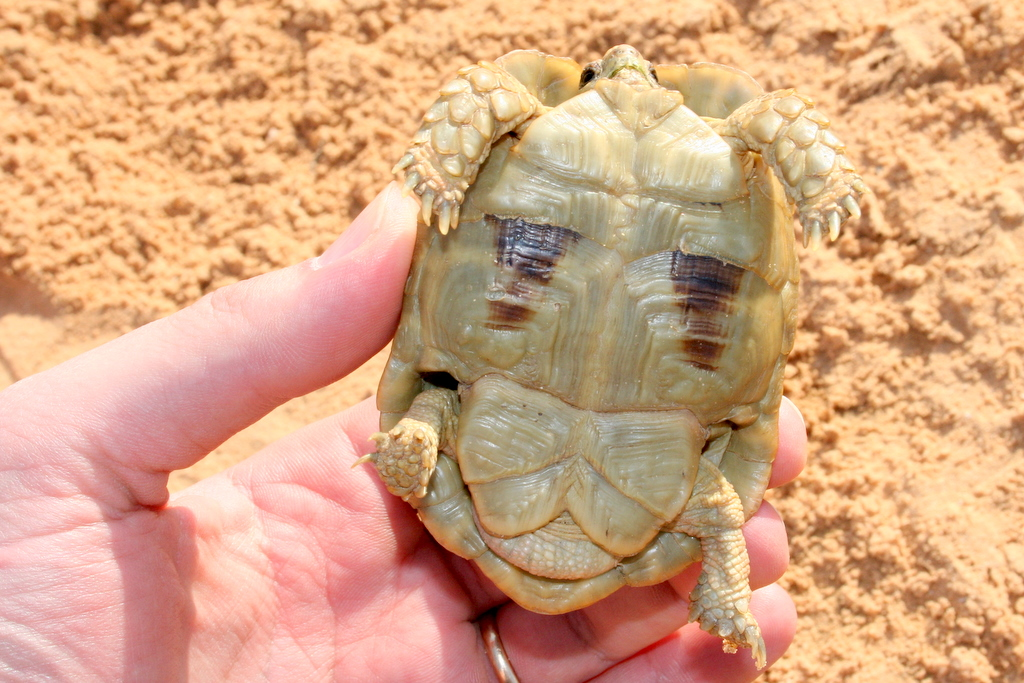
Ventre de tartaruga egípcia

A tartaruga de Kleinmann é a menor tartaruga do Hemisfério Norte. As tartarugas fêmeas são maiores do que os machos; os machos são mais esguios e têm uma cauda mais longa.
O plastrão tem uma cúpula alta e varia em cor de marfim a ouro pálido a marrom escuro a rosa ou amarelo fosco. Esta coloração segue fortemente a regra de Gloger, pois ajuda a regular o impacto da luz solar. Isso permite que a tartaruga mais pálida permaneça no calor do deserto por mais tempo. É também uma camuflagem eficaz no deserto. A carapaça é amarelo claro, geralmente com dois triângulos escuros em cada scute abdominal. Os escudos da tartaruga têm bordas escuras que desbotam com o tempo.
A cabeça e os membros são de uma cor amarelo-marfim muito pálido a marrom-amarelado.

## Sistemática
O subgênero proposto  Pseudotestudo  é inválido, baseado em caracteres imaturos. Foi proposto unir esta espécie com a tartaruga marginal do gênero Chersus. Estes claramente compartilham um ancestral comum com a tartaruga grega. Os dois primeiros são um pouco mais semelhantes um ao outro do que à tartaruga grega no que diz respeito aos dados de sequência de DNA. Considerando a biogeografia, entretanto, isto é devido à (bastante improvável) dispersão através do  Mediterrâneo, ou o suposto "clado" é inválido e a semelhança devido à evolução convergente.

### Tartaruga Negev
A Negev subpopulação foi separada como uma espécie distinta, "tartaruga de Negev" (Testudo werneri), uma vez que não parecia ter  haplótipo, consistente com a extinção recente da população egípcia e taxas de evolução lentas da sequência de DNA em Testudo. Baha el Din (2006) sinonimizou Testudo werneri devido à falta de diferenças de mtDNA entre T. kleinmanni do oeste da Líbia em comparação com tartarugas do deserto de Negev. No checklist de tartarugas do mundo de 2017, permaneceu um sinônimo.

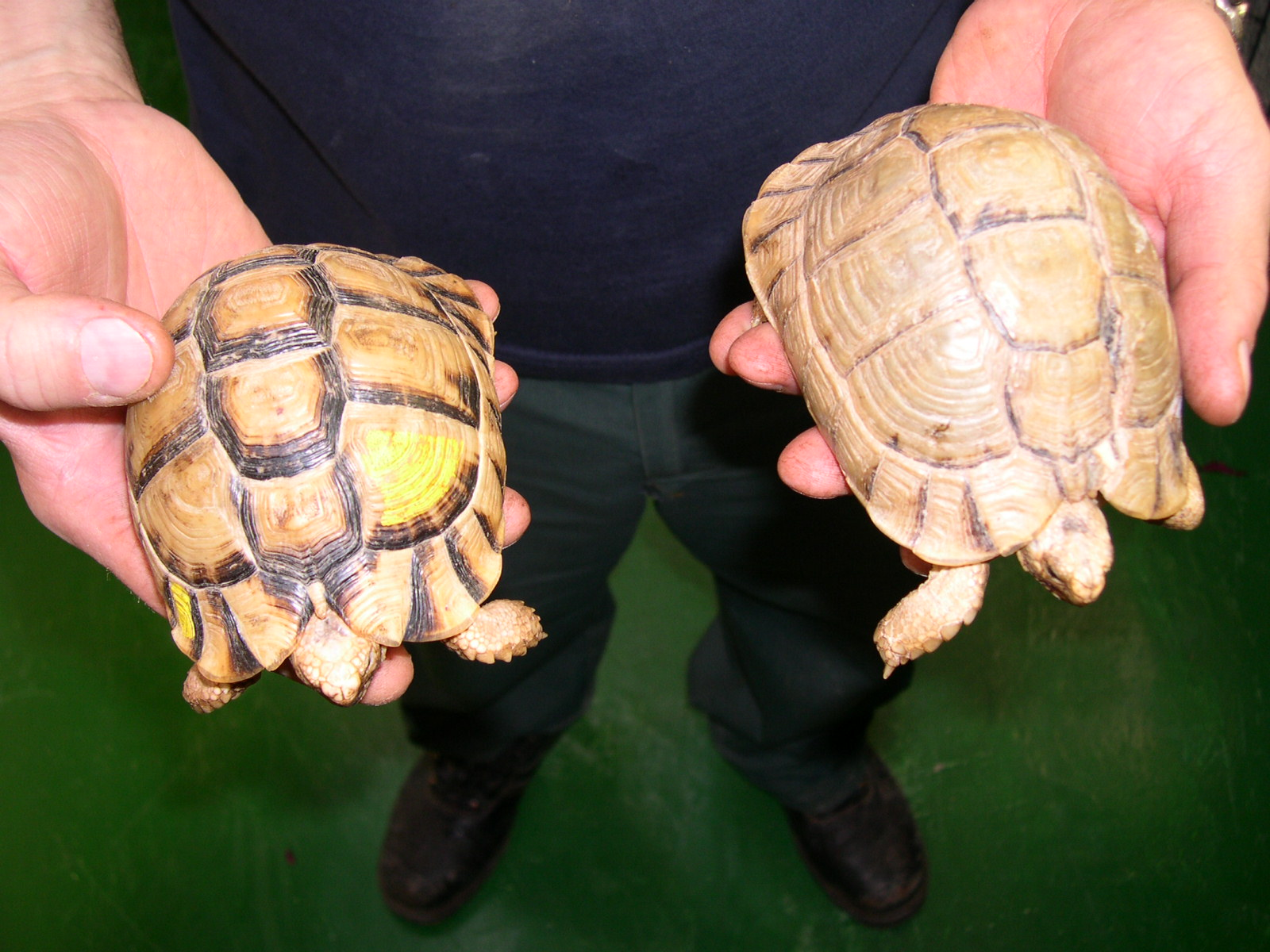
Espécimes característicos da tartaruga egípcia (esquerda) e da tartaruga Negev (direita), vista dorsal
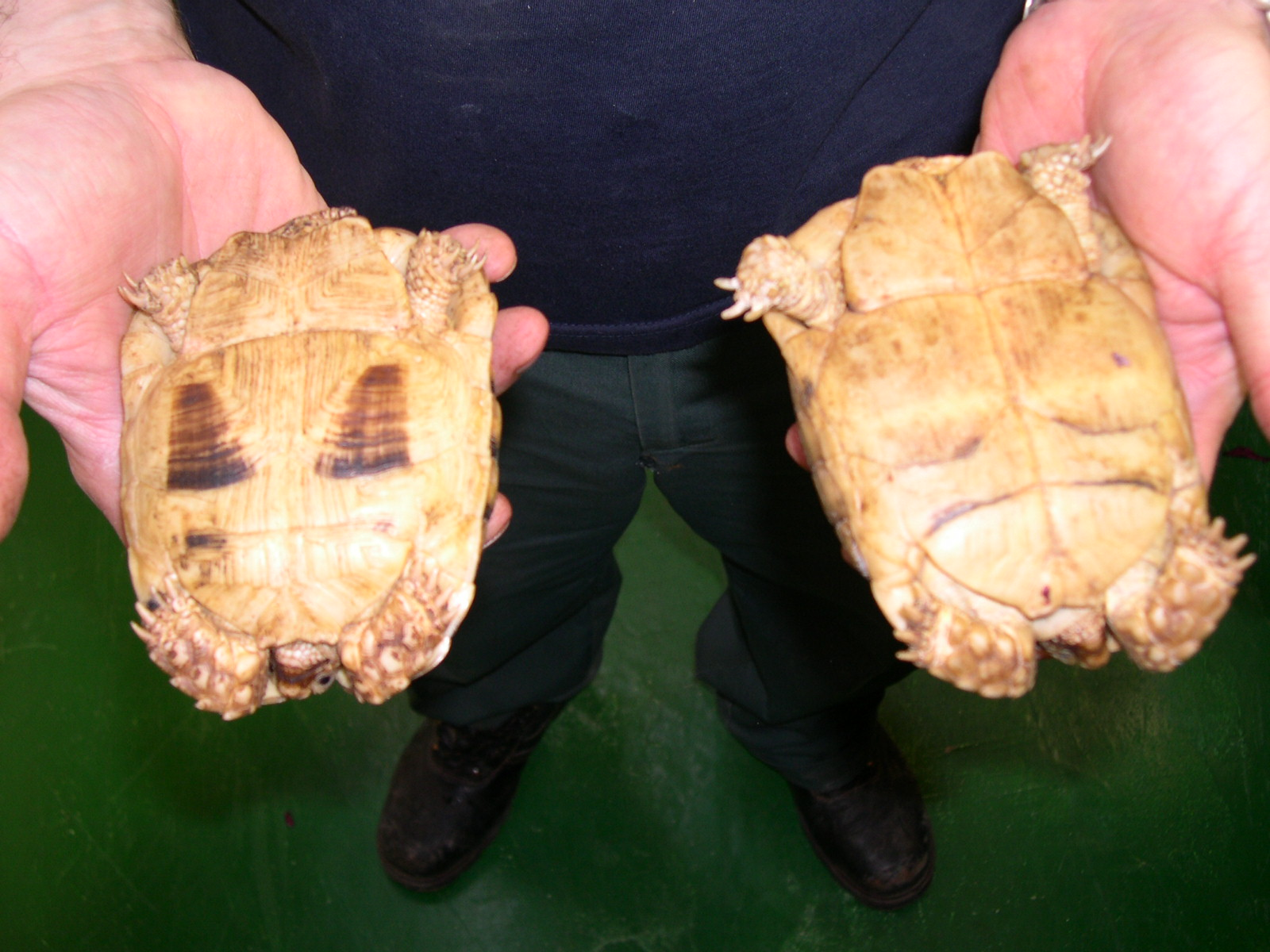
Visão ventral: as diferenças são leves e não confiáveis (veja acima)

## Habitat e Ecologia
A tartaruga de Kleinmann vive em deserto se semiárido habitat s, geralmente com areia compacta e planícies de cascalho, rochas dispersas, rasas, arenosas wadi s, florestas secas, áreas com arbustos e pântano salgado. Em cativeiro, ela come gramíneas, frutas e vegetais, mas a dieta de T. kleinmanni na natureza é desconhecida.
É menos ativa quando o tempo está muito frio ou muito quente. Durante os meses mais frios, sai principalmente ao meio-dia. Durante a estação quente, está ativo pela manhã e à noite. O resto do dia é passado sob arbustos ou em tocas de roedores.

## Reprodução
A tartaruga de Kleinmann torna-se sexualmente madura por volta dos 5 anos de idade. Na natureza, o acasalamento só foi observado em março, mas em cativeiro, acasala em abril e agosto a novembro. Durante o namoro, o macho bate na fêmea, às vezes correndo atrás dela. Ao contrário de qualquer outra tartaruga do Mediterrâneo,  T. kleinmanni  pode fazer um chamado de acasalamento semelhante ao chamado da pomba de luto. Ovos são colocados em tigelas rasas sob arbustos ou em tocas vazias. Cada ninhada contém de um a cinco ovos, que eclodem no verão ou no início do outono.

## Estado e conservação
Uma vez encontrado no Egito e na Líbia, o habitat de  T. kleinmanni  no Egito foi quase destruída, e a tartaruga egípcia está perto da extinção completa lá. Duas populações ainda podem ser encontradas na Líbia, mas grande parte do habitat costeiro foi destruído por causa da atividade humana. A perda de habitat e o comércio ilegal de animais de estimação são grandes problemas que as espécies enfrentam; também é caçado localmente para uso na medicina popular. A população ainda está em declínio e o risco de extinção na natureza é muito real se a degradação do habitat e o comércio ilegal continuarem na taxa atual.
Na lista vermelha da  IUCN, a tartaruga de Kleinmann é classificada como CR A2abcd + 3d. Menos de três gerações atrás, cerca de 55-56.000 tartarugas de Kleinmann adultas existiam. Hoje, cerca de 7.500 permanecem, e o declínio devido à destruição do habitat e à exploração insustentável parece estar em andamento. Embora se acredite que a primeira ameaça tenha sido atenuada, teme-se que o comércio ilegal de animais de estimação tenha reduzido a população para cerca de 1.000 tartarugas adultas nas duas ou três subpopulações restantes. Dado que T. kleinmanni é uma espécie de maturação lenta e vida longa com poucos descendentes (ver estrategista K), Isso é bem possivelmente menor que a população mínima viável, eventualmente condenando a espécie à extinção na natureza.
A mistura de indivíduos das subpopulações para fins de reintrodução deve ser evitada, pois os parâmetros ecológicos do habitat diferem. A impressão digital do DNA de indivíduos para ajudar a manter a  heterozigose em populações de cativeiro e de reintrodução pode ser realizada durante análises de fezes de rotina. Nesse contexto, notavelmente, pode haver um haplótipo encontrado exclusivamente na tartaruga egípcia.
A reprodução em cativeiro requer mais cuidado do que em outras espécies de  Testudo , pois a espécie é mais delicada e a ninhada é muito pequena, mas não é muito difícil para criadores de Testudo  experientes.  T. kleinmanni  geralmente não está disponível para entusiastas e, mesmo que seja legal de manter, deve ser evitado sem documentação válida. O contrabando continua a ser um problema, mas os indivíduos confiscados são usados para estabelecer uma população de salvaguarda cativa.
Em 21 de maio de 2007, o principal zoológico de Roma,  Bioparco, relatou ter reproduzido com sucesso a espécie de pais resgatados da mala de um contrabandista em 2005. It is also kept and bred at several other zoos in Europe and North America.

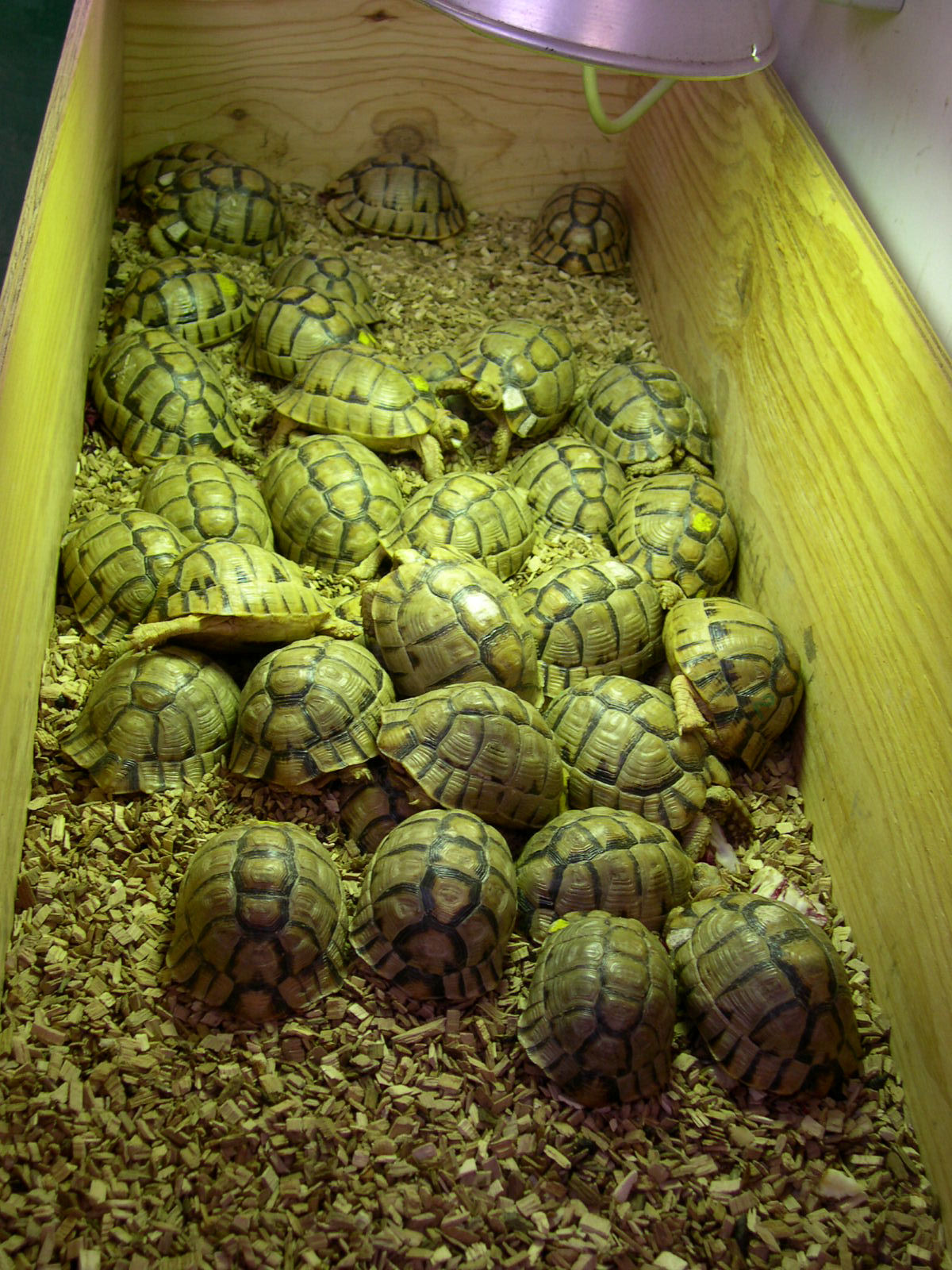
Remessa interceptada da tartaruga de Kleinmann da Líbia para o mercado ilegal de animais de estimação, porto de Gênova, 2005.
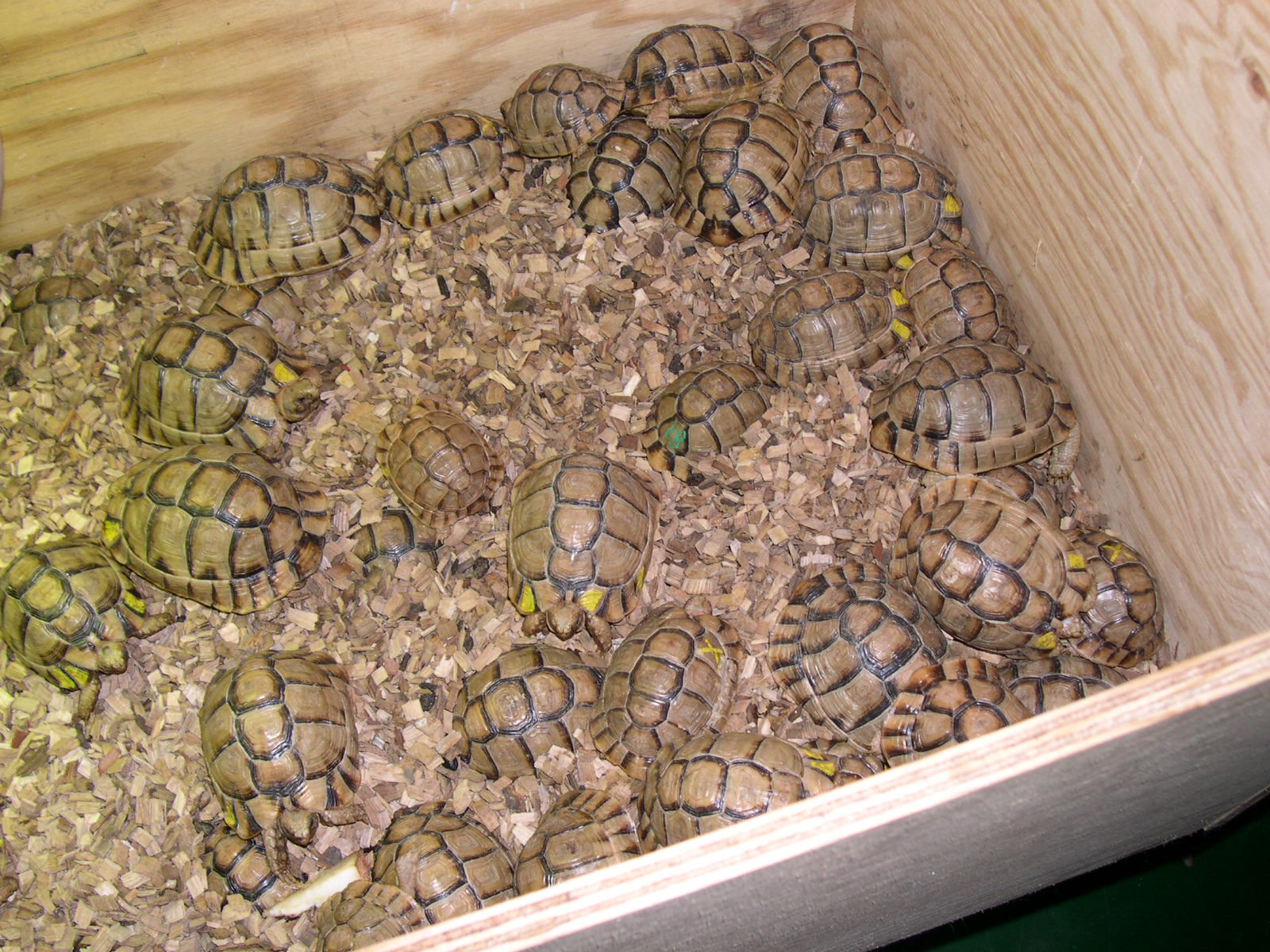
T. kleinmanni agora em  Bioparco: As condições de contrabando são geralmente piores.
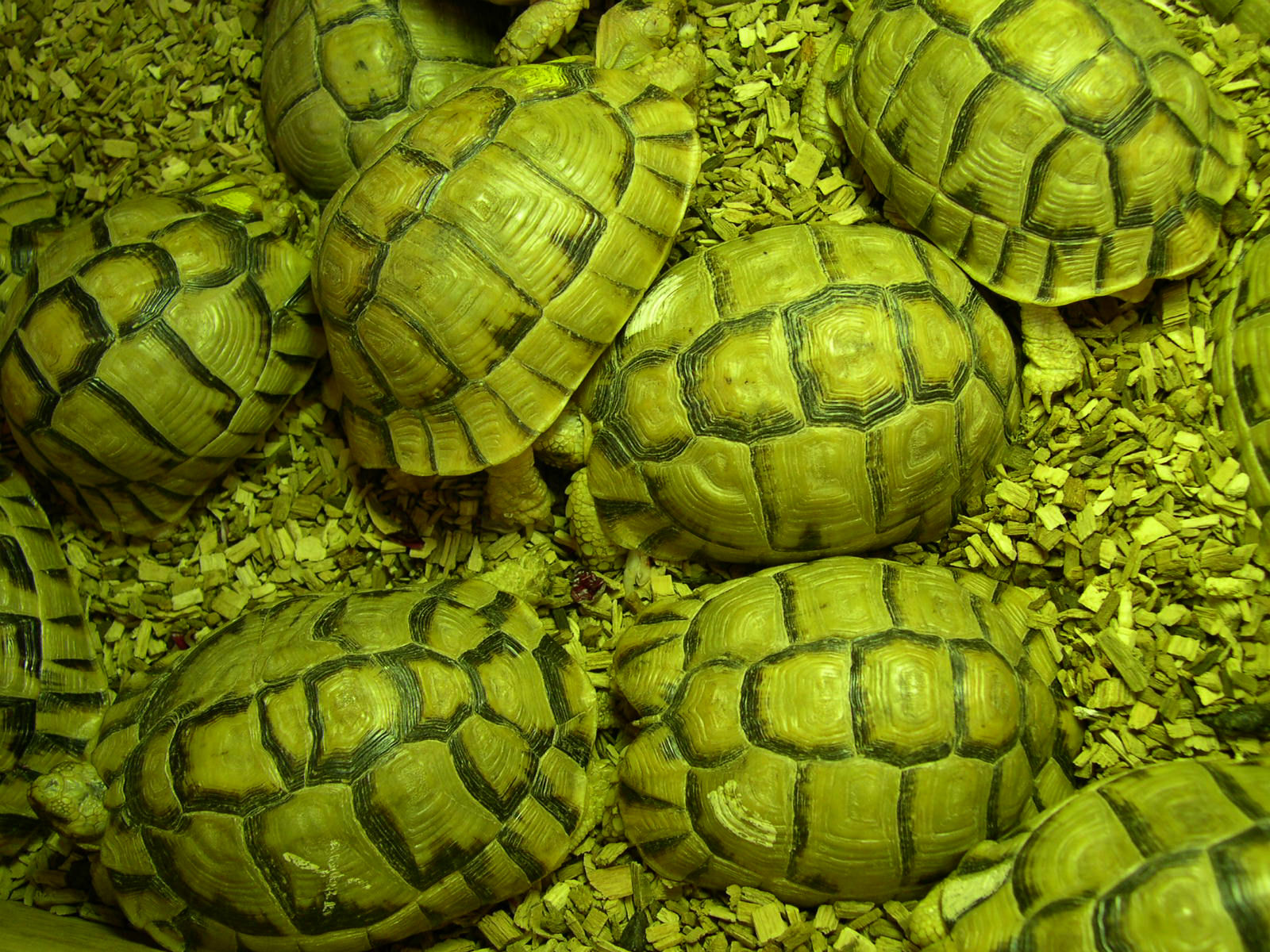
T. kleinmanni da Líbia.
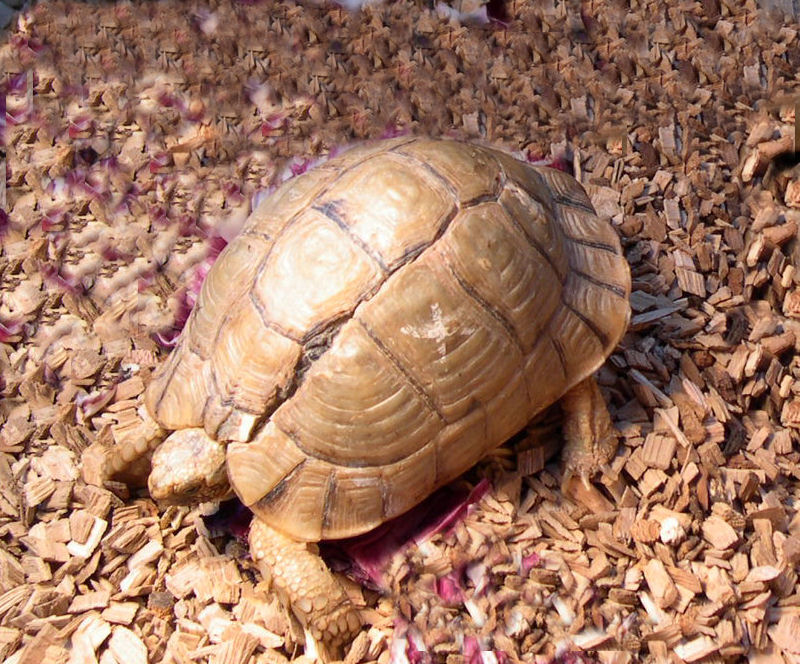
Tartaruga de Kleinmann com a carapaça fraturada durante o contrabando.